# Cairnholy
Cairnholy (o Cairn Holy ) es el sitio de dos tumbas con cámaras neolíticas del tipo Clyde. Se encuentra a 4 kilómetros al este del pueblo de Carsluith en Dumfries and Galloway, Escocia. Las tumbas son monumentos programados bajo la protección de la Escocia histórica.
El nombre Cairnholy representa al gaélico *Càrn na h-ulaidhe  'cairn de la tumba de piedra'.

## Descripción
Las tumbas de Cairnholy están situadas en la ladera de una colina con vistas a la bahía de Wigtown. Están situados junto a Cairnholy Farm. Se puede acceder al sitio al final de una carretera secundaria a aproximadamente 1 kilómetro de la carretera A75. Las dos tumbas se encuentran a 150 metros una de la otra.
Ambas tumbas se encuentran abiertas al cielo, ya que la mayoría de las piedras de cobertura originales se tomaron en el pasado para construir muros de campo. Ambas tumbas fueron excavadas parcialmente en 1949 por Stuart Piggott y Terence Powell. Los hallazgos de las excavaciones se encuentran en el Museo Nacional de Escocia.

## Cairnholy I

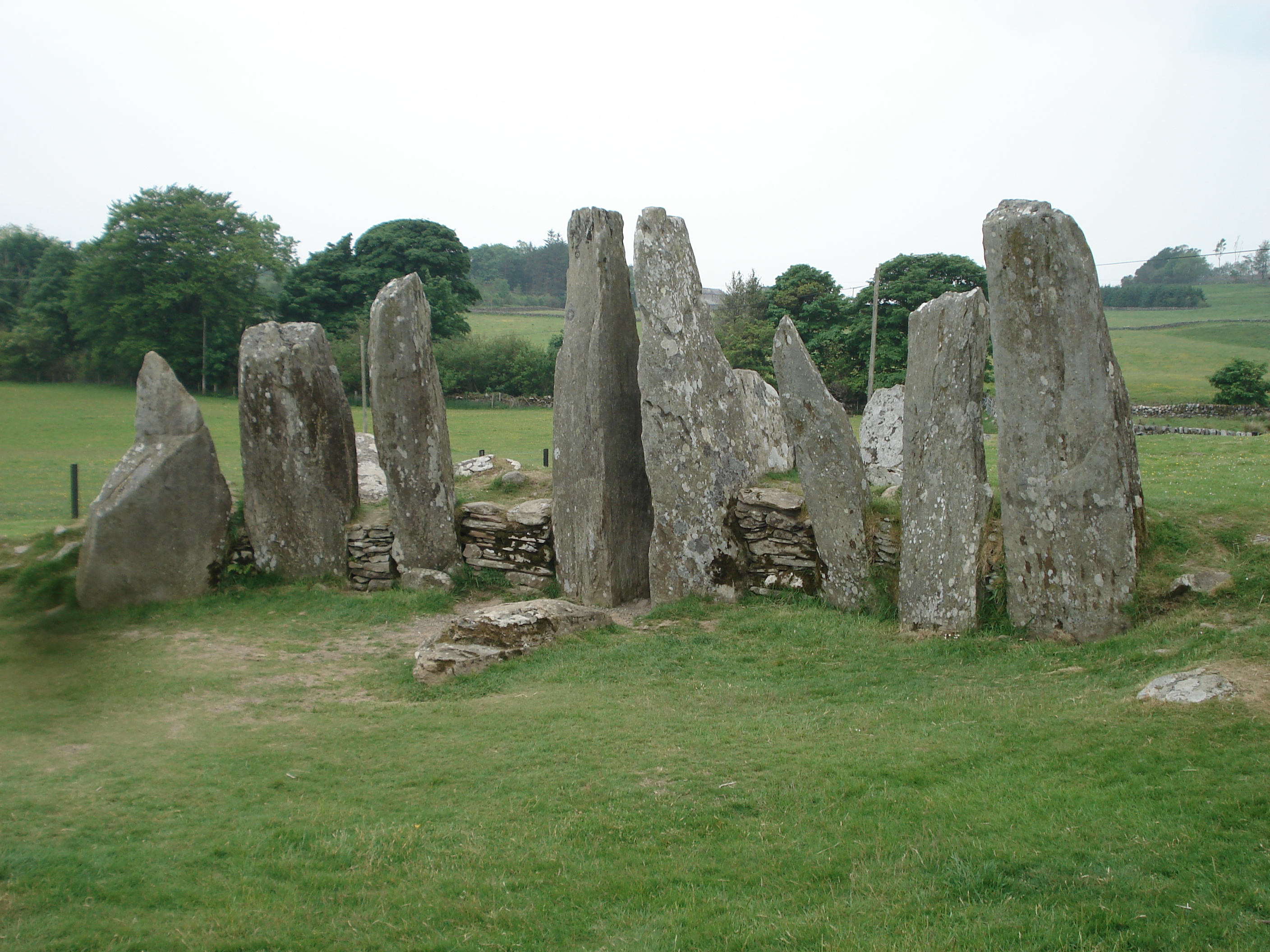
Cairnholy I, fachada

Cairnholy I es la más elaborada de las dos tumbas. Mide 50 por 15 metros y tiene una monumental fachada curvada, que formaba el telón de fondo de un antepatio frente a la tumba.  La excavación mostró que se habían encendido varios fuegos en la explanada.
La tumba en sí tiene dos cámaras. La cámara exterior, a la que se entraba por la fachada, contenía un fragmento de un hacha ceremonial de jadeíta, junto con fragmentos de cerámica neolítica y una punta de flecha en forma de hoja.  El ajuar funerario tardío comprendía vasos de cerámica de Peterborough y del vaso campaniforme y un cuchillo de pedernal.  La cámara interior estaba construida como una caja cerrada y era inaccesible desde la exterior. Probablemente originalmente estaba techado por una gran losa de piedra que descansaba sobre las dos losas del extremo más altas.  La cámara interior contenía una cista secundaria, con vasos de alimentos y una piedra tallada en forma de copa y anillo. 

## Cairnholy II

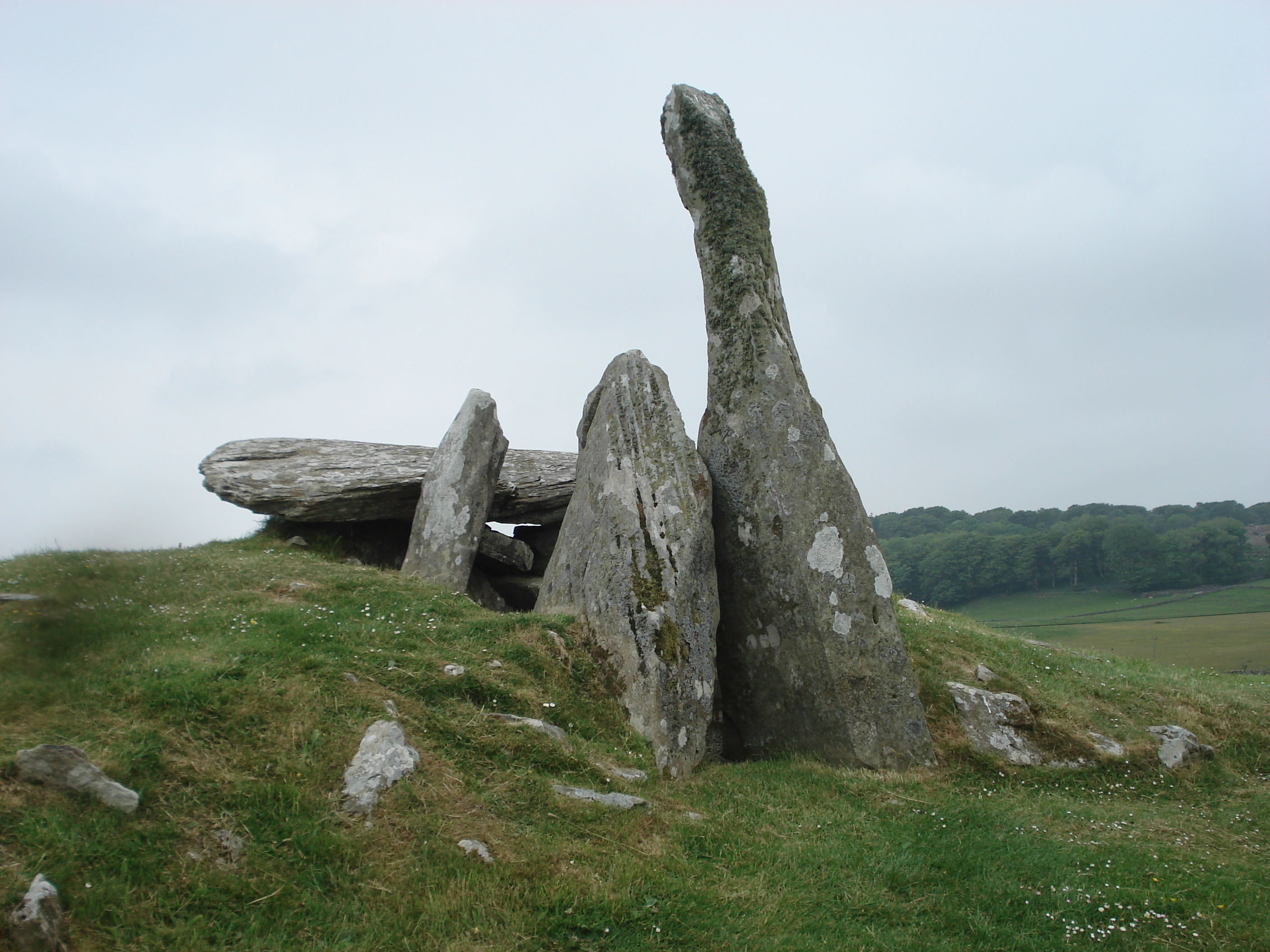
Cairnholy II

Cairnholy II  se encuentra al norte de Cairnholy I. La tradición local sostiene que fue la tumba de Galdus, un mítico rey escocés. De esta tumba toma su nombre la granja cercana.  Mide 20 por 12 metros y menos de 60 centímetros de altura.  Muchas de sus piedras han sido robadas, pero todavía hay dos piedras del portal frente a la tumba de cámara.  Hay una explanada en forma de V muy poco profunda en la parte delantera de la tumba.  La tumba contenía dos cámaras.  La cámara trasera había sido robada antes de su excavación y la otra habçía sido perturbada, pero se encontraron una punta de flecha y un cuchillo de pedernal dentro del relleno, junto con fragmentos secundarios de cerámica del vaso campaniforme. 

## Otros monumentos prehistóricos
A unos 160 metros al este de la granja de Cairnholy se encuentran los restos de un cairn circular de menos de 15 centímetros de altura.  Cuando se sacaron piedras en algún momento anterior a 1849 se descubrió que contenía huesos humanos. 
El área está rodeada de rocas con marcas de cazoleta y anillo .    

## Iglesia de Kirkdale
A unos 700 metros al oeste se encuentran las ruinas de la Iglesia de Kirkdale. La iglesia estaba dedicada a San Miguel. Kirkdale, que pertenecía al priorato de Whithorn, era originalmente una parroquia separada, que se unió con Kirkmabreck en 1618.  La iglesia está rodeada por un cementerio cubierto de maleza. 